# L'Urgence de ralentir
Pour plus de détails, voir Fiche technique et Distribution.
L'Urgence de ralentir est un film documentaire français réalisé en 2014 par Philippe Borrel, d'après une idée originale de Noël Mamère. Il a été diffusé à la télévision française pour la première fois le 2 septembre 2014 sur la chaîne Arte.

## Synopsis
Le documentaire débute par une introduction du sociologue Edgar Morin, qui brosse un état des lieux de notre société : « Un suicidaire, au moins, il sait qu'il veut se suicider. Là cette course, elle est suicidaire inconsciemment. Cette vitesse est provoquée par le développement incontrôlé, de la science, de la technique, de l'économie. Qui, elle-même, nous met dans un état d'accélération généralisée ».
Ensuite, l'économiste Geneviève Azam, mentionne les effets néfastes sur nos vies, des milieux financiers en attente d'une rentabilité immédiate : « Ce que nous vivons, c'est vraiment la colonisation du temps humain dans toutes ses dimensions – biologique, social, écologique – par le temps économique. C'est un temps vide, sans racine, sans histoire, seulement occupé par la circulation des capitaux ». Le documentaire plonge ensuite dans l'accélération financière et technologique, du trading haute fréquence, dans lequel les algorithmes ont remplacé les hommes. Le rythme de nos vies est désormais dicté par les machines.
Partant de ces réflexions sur l'état de notre société dû aux effets néfastes du néolibéralisme, qui mènent notre système à l'épuisement et vers des catastrophes tout à la fois écologiques, économiques et sociales, le documentaire vogue partout dans le monde, en Europe, en Amérique latine, aux États-Unis, en Inde, où chaque jour des femmes et des hommes travaillent à redonner du sens à leur vie, en harmonie avec leur environnement. Ils expérimentent des alternatives locales et concrètes, par la création de monnaies locales, par la permaculture, les coopératives alimentaires ou la formation de femmes illettrées à la maîtrise de l'énergie solaire. La plupart de ces exemples ont été empruntés au livre Un million de révolutions tranquilles, de la journaliste Bénédicte Manier, qui n'a pourtant jamais donné son accord à ces emprunts.
Des contestations contre le train à grande vitesse Lyon-Turin, à la Zone à Défendre de Notre-Dame-des-Landes, quelques luttes citoyennes emblématiques ne sont pas oubliées, et le documentaire se termine sur un hommage à Gandhi.

## Intervenants
Le film se compose de nombreuses interventions de personnalités, dans l'ordre apparition :
- Edgar Morin (sociologue)
- Claudio Giorno (militant de NO TAV (non au train à grande vitesse)
- Lica Giunti (militant de NO TAV)
- Geneviève Azam (professeur d'économie)
- Hartmut Rosa (professeur de sociologie)
- Douglas Rushkoff (sociologue des nouvelles technologies, auteur de « Le choc du présent »[6])
- Thomas Peterffy (en) (fondateur et président de Interactive Brokers)
- Alexandre Laumonier (doctorant en sociologie, et auteur de « 6 - Le soulèvement des machines »[7] )
- Pierre Dardot (professeur de philosophie, coauteur de « La nouvelle raison du monde »[8])
- Eric Hunsader (en) (fondateur et PDG de Nanex (en))
- Tim Jackson (économiste, auteur du livre « Prospérité sans croissance »)
- Hervé Kempf (journaliste, fondateur du site Reporterre, auteur de « Fin de l'occident, naissance du monde »[9])
- Michel Lepesant (professeur de philosophie, cofondateur de la Mesure)
- George Ferguson (en) (maire de Bristol)
- Lionel Astruc (auteur de « (R)évolutions »)
- Stephen Burke (président du bureau d'Ithaca Hours)
- Joe Romano (directeur marketing de la GreenStar Coop)
- Kartik Sribarra (employé de GreenStar Coop)
- Allison Sribarra
- Danielle Klock (vice-présidente d'Ithaca Hours)
- Carol Chernikoff (cofondatrice d'Alternatives Federal Credit Union (en))
- Michelle Long (directrice de la Business Alliance for Local Living Economies[10] )
- Michel Jarraud (secrétaire général de l'Organisation météorologique mondiale)
- Rajendra Kumar Pachauri (président du Groupe d'experts intergouvernemental sur l'évolution du climat)
- Jeremy Rifkin (économiste et président de la Foundation on Economic Trends)
- Cyril Dion (directeur du mouvement des Colibris)
- Pierre Rabhi (philosophe, paysan, fondateur du mouvement des Colibris)
- Patrick Vibert (membre du mouvement des Colibris)
- Marie Bars (membre du mouvement des Colibris)
- Rob Hopkins (fondateur du mouvement mondial de la transition)
- Joe Holtz (fondateur et directeur de la coopérative Park Slope Food Coop)
- Valérie Ratron-Neal (employé de la coopérative Park Slope Food Coop)
- Allen Zimmerman (responsable des achats de la coopérative Park Slope Food Coop)
- Perrine et Charles Hervé-Gruyer (permaculteurs [11])
- Pauline de Voghel (stagiaire)
- Blake Jones (PDG de Namaste Solar Coop)
- Dan Yechout (directeur des ventes, collaborateur associé de Namaste Solar Coop)
- Bunker Roy (fondateur et directeur du Collège des pieds nus)
- Ram Niwas-Reel (directeur de la communication du Collège des pieds nus)
- Bhagwat Nandan (coordinateur de la formation en énergie solaire du Collège des pieds nus)
- Esperanza Martines (présidente de l'ONG Acción Ecológica (en)
- Alberto Acosta Espinosa (es) (économiste, président de l'Assemblée nationale constituante de l'Équateur, ancien ministre de l'Énergie et des Mines)
- José Cueva (agronome, association des producteurs de café Rio Intag)
- Rafael Correa (président de la République de l'Équateur)

## Bande originale
La musique originale du film est composée par Piers Faccini.

## Accueil
Le film a reçu un accueil favorable de la critique. Le Monde Télévision évoque : « Prenons le temps de visionner ce remarquable documentaire, manifeste politique pour un monde où l'humain retrouverait enfin sa place et son rythme ». Selon Rue89 : « Il est urgent de regarder « L'Urgence de ralentir ». Pour Terra Eco, le documentaire : « Après cette prise de conscience qui devrait vous avoir bousculé, Philippe Borrel fait renaître l'espoir »et pour Libération : « Avec son film-mosaïque, Philippe Borrel nous ramène à cette évidence : sans freins, l'humanité va se prendre un joli mur, et à toute berzingue de surcroît ! ».

## Distinctions

### Récompenses
Le film a été primé au Terra Festival de Guadeloupe, mention spéciale : coup de cœur du jury, ainsi qu'au 4e Auroville Film Festival (Inde). Il a aussi été primé au Festival des Libertés à Bruxelles avec une Mention spéciale du Jury dans le cadre de la compétition internationale en octobre 2014.
Il a été élu meilleur film du Greenpeace Film Festival en 2015.

### Nominations
Le documentaire a été sélectionné pour participer à des nombreuses projections-débats en France, en Europe, en Inde, au Canada et aux États-unis, et notamment durant la COP21 à Paris, le Symposium Smart Societies à Delhi (Inde) et de nombreux festivals dont le Prix Italia dans la section « prix spéciaux : prix Milano Expo 2015 » et le 11e festival Sciences en bobines en octobre 2015.